# Полицијска мисија Европске уније у Босни и Херцеговини
Полицијска мисија Европске уније (ЕУПМ) била је мисија Европске уније у Босни и Херцеговини, која је за циљ имала пружање подршке мјесним полицијским тијелима и била је једна од бројних полицијским мисија ЕУ широм свијета. Била је то прва мисија такве врсте коју је ЕУ преузела у оквиру Заједничке безбједносне и одбрамбене политике. ЕУПМ је насљедник Међународне оперативне полицијске групе ОУН (дио Мисије ОУН у Босни и Херцеговини) у БиХ, чији је мандат истекао 2002. године.
ЕУПМ је дјеловао под координацијом Специјалног представника Европске уније, који је истовремено био и Високи представник за Босну и Херцеговину.
Мисија је завршена 30. јуна 2012. године.

## Мисија
ЕУПМ је за циљ имала успостављање одрживих, професионалних и мултиетничких полицијских снага. Мисија је пружала подршку мјесним полицијским тијелима, у борби против организованог криминала великог обима и у реформи полиције.
ЕУПМ, прва мисија покренута у оквиру Заједничке безбједносне и одбрамбене политике, покренута је 1. јануара 2003. године на почетни период од три године. Након позива заједнички институција Босне и Херцеговине, ЕУ је одлучила успоставити полицијску мисију са промјенљивим мандатом и величином. ЕУПМ II је трајала посљедње двије године (од 1. јануара 2006. до 31. децембра 2007). Мисија је надгледала, савјетовала и прегледала полицијска тијела у Босни и Херцеговине на основу три главна стуба, нпр. подршка процесу реформе полиције, јачање одговорности полиције и подршка борби против организованог криминала.
На крају 2007. године ЕУПМ продужена је на још двије године (од 1. јануара 2008. до 31. децембра 2009). Током ове двије године, мисија је наставила свој рад на основу три иста стуба, са посебним акцентом на борбу против организованог криминала. ЕУПМ је посебно посвјетила пажњу јачању сарадње између полиције и тужилаштва.